# Eupteryx atropunctata
Eupteryx atropunctata  (лат.) — вид полужесткокрылых из семейства цикадок (Cicadellidae). Распространён в Европе, Азии и Северной Африке (Алжире), интродуцирован в Северную Америку.
Длина тела цикадок 3,1—3,7 мм. Цикадки жёлтые или тёмно-зелёные с чисто чёрными или чёрными с коричневатым оттенком пятнами. Брюшко чёрное, ноги жёлтые.
Цикадки питаются прежде всего мятой (Mentha) — мята водная, мята перечная. Помимо мяты они могут кормиться и на различных других растениях, а именно: шалфеем (Salvia) (шалфей мускатный, шалфей лекарственный), котовником (Nepeta) (котовник закавказский), клевере (Trifolium), фасоли (Phaseolus) (фасоль обыкновенная), горошке (Vicia), подсолнечнике (Helianthus) (подсолнечник однолетний) и полыни (Artemisia). А также отмечались на паслёне (Solanum) (картофель, баклажан), георгине (Dahlia), коровяке (Verbascum), крапиве (Urtica), мелиссе (Melissa) (мелисса лекарственная), базилике (базилик душистый), хризантеме (Chrysanthemum) (Chrysanthemum balsamita) и пижме (Tanacetum) (пижма обыкновенная), а также на овощах (морковь, петрушка, сельдерей, порей).
Самки после спаривания каждые сутки откладывает 2—8 белых полупрозрачных яиц. Яйца самки размещают на нижней части обратной стороны листа. Яйца развиваются 9—10 дней, нимфы — 18—21 день.